# Brouwerij De Troch

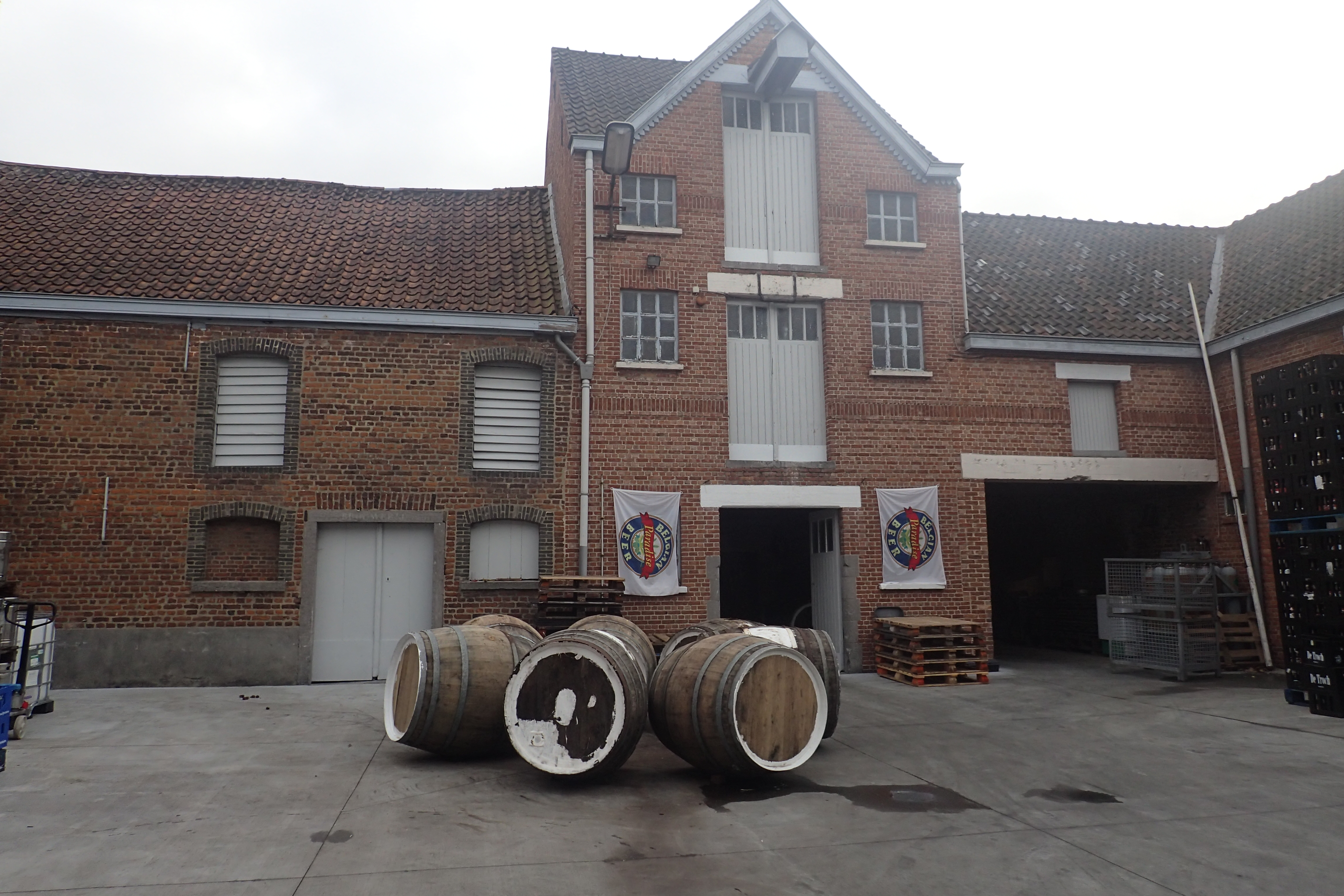
Binnenkoer met hoofdgebouw

Brouwerij De Troch is een Belgische brouwerij in het Vlaams-Brabantse Wambeek. In de brouwerij maakt men geuzebieren.

## Geschiedenis
De brouwerij is gevestigd in een oude boerderij. Het hof te Wambeek werd op 30 juli 1795 gekocht door de echtgenoten Joannes Franciscus De Troch (zv. Petrus De Troch en Joanna Francisca De Coninck) en Theresia Cortvriendt (dv. Balthasar Cortvriendt en Catharina De Troch). Voordien was het hof eigendom van Anna Van der Elst. Een kadastraal plan van 1820 geeft aan dat er een boerderij-chicoreibranderij-brouwerij was gevestigd. In 1820 werd er dus al zeker bier gebrouwen, maar wanneer de brouwactiviteiten precies werden opgestart, is niet duidelijk.

In 1830 werd de boerderij-brouwerij overgenomen door Josephus Petrus (Pieter) De Troch en echtgenote Maria Anna Van Cutsem. In 1832 gaf het kadaster volgende beschrijving: "Brouwerij hebbende 2 ketels tezamen 22 barils, 2 kuipen van 31 barils en 2 koelbakken, zij is in goede staat. Men maakt er van 20 tot 30 brouwsels gemeen bier jaerlijkx". Pieter De Troch stierf in 1851. Zijn dochter Petronella erfde de brouwerij. In 1857 huwde zij met haar neef Egidius De Troch. De brouwerij bleef dus in handen van "De Troch's". Tussen 1878 en 1885 liet Egidius De Troch de brouwzaal bouwen.

In 1889 nam Louis De Troch, zoon van Egidius, de brouwerij over. Het bier werd toen vooral aan de boeren uit de omgeving verkocht.

In 1936 nam zoon Louis De Troch (zelfde naam als zijn vader) de zaak over. Hij had geen kinderen en was de laatste De Troch in de brouwerij.

Sinds 1974 is de brouwerij in handen van Jos Raes en zijn echtgenote Myriam Vanderhasselt. Jos Raes is de zoon van Raymond Raes en Magdalena De Troch (zuster van Louis De Troch). In 1974 werd de boerderij stopgezet. In 2002 vervoegde zoon Pauwel Raes de zaak.
Brouwerij De Troch is lid van HORAL, de Hoge Raad voor Ambachtelijke Lambiekbieren.
De Troch was de eerste brouwerij die geuze combineerde met exotisch fruit.
De bieren van De Troch zijn erkend als Vlaams-Brabantse streekproducten.
Brouwerij De Troch produceert jaarlijks meer dan 4000 hectoliter. 90% daarvan is bestemd voor de export, vooral naar de Verenigde Staten en Japan.

## Bieren
Brouwerij De Troch is bekend vanwege de Chapeau-bieren:
- Chapeau fruitbieren
- Chapeau Gueuze
- Chapeau Faro